# 池田豊人
池田 豊人（いけだ とよひと、1961年〈昭和36年〉7月15日 - ）は、日本の建設・国土交通技官、政治家。香川県知事（公選第20代）。無所属。

## 経歴
香川県高松市出身。香川県立高松高等学校を経て、東京大学工学部土木工学科を卒業。1986年3月、東京大学大学院工学系研究科土木工学専攻修了。大学時代は橋梁を専攻した。国家公務員採用I種試験（土木）に合格し、1986年4月に建設省に入省。
2018年7月31日から国土交通省道路局長を務め、2020年8月1日退官。
2020年より京都大学客員教授。
2022年3月まで、日本製鉄顧問を務める。
2022年3月、同年夏の香川県知事選挙に自由民主党香川県連が池田を擁立する方針を決定。5月11日、会見で正式に立候補を表明した。
知事選告示前の8月6日、新型コロナウイルスへの罹患が報じられた。同月11日の選挙告示に伴う第一声はリモートで行った。
8月28日の投開票の結果、日本共産党推薦の中谷浩一を破り当選。任期は9月5日からで、6日に初登庁。

## 年表
2014年7月までの経歴の出典
- 1986年04月：建設省入省
- 1988年01月：建設省建設経済局調整課調整官
- 1992年04月：建設省中部地方建設局沼津工事事務所調査第二課長
- 1993年07月：建設省中部地方建設局道路部道路計画第二課長
- 1995年08月：建設省中部地方建設局道路部道路計画第一課長
- 1996年04月：建設省道路局地方道課長補佐
- 2000年08月：建設省中部地方建設局静岡国道工事事務所長
- 2001年01月：国土交通省中部地方整備局静岡国道工事事務所長
- 2002年04月：国土交通省中部地方整備局企画部企画調整官
- 2004年04月：国土交通省道路局企画課企画専門官
- 2006年04月：国土交通省道路局企画課道路計画調査官
- 2007年04月：国土交通省大臣官房技術調査課技術企画官
- 2011年07月：国土交通省関東地方整備局道路部長
- 2013年07月：国土交通省道路局道路交通管理課長
- 2014年07月：国土交通省道路局環境安全課長
- 2015年07月31日：国土交通省大臣官房技術審議官[12]
- 2016年06月21日：国土交通省近畿地方整備局長[13]
- 2018年07月31日：国土交通省道路局長[14]
- 2020年08月01日：辞職[15]
- 2022年09月：香川県知事就任